# Großer Preis von Frankreich 1932

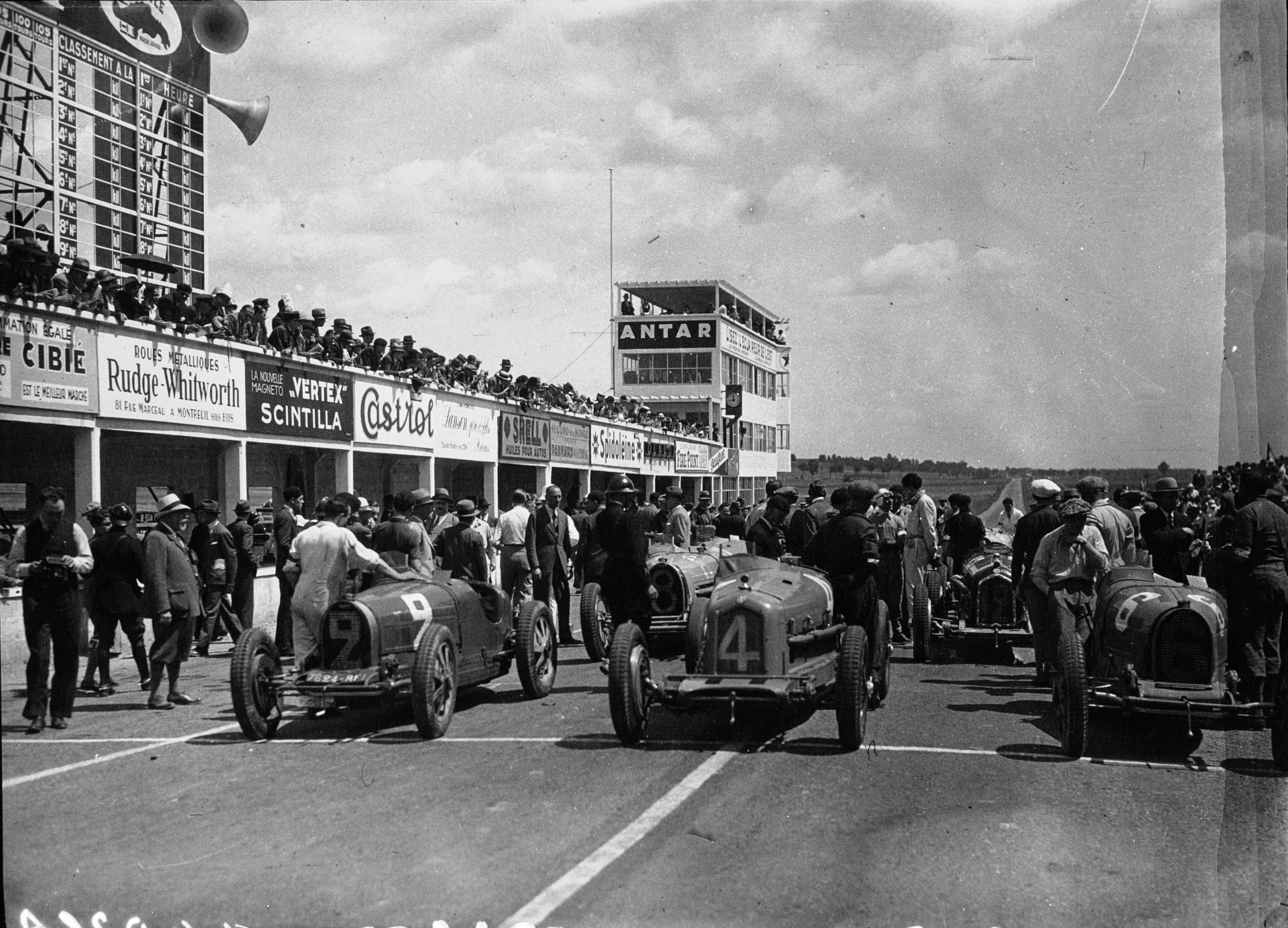
Aufstellung zum Rennstart

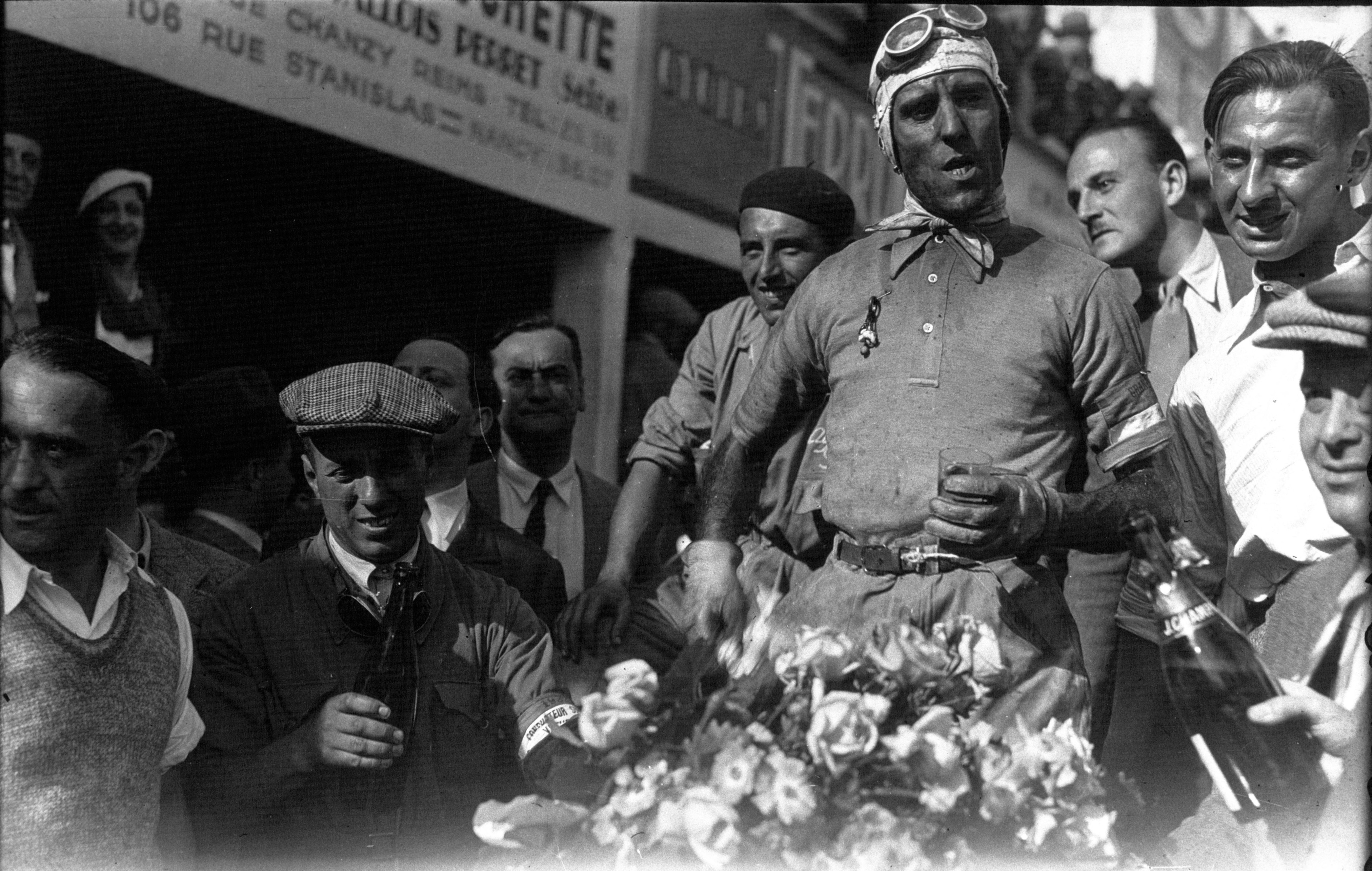
Tazio Nuvolari nach seinem Sieg

Der XVIII. Große Preis von Frankreich (XVIII Grand Prix de l’Automobile Club de France) fand am 3. Juli 1932 auf dem 7,826 km langen Circuit de Reims-Gueux bei Reims in Frankreich statt. Als Grande Épreuve war er Wertungslauf zur Grand-Prix-Europameisterschaft 1932 und wurde gemäß den dafür geltenden Bestimmungen ohne vorgegebene Rennformel für die Wagen über eine Renndauer von fünf Stunden ausgetragen.
Sieger wurde Tazio Nuvolari auf einem Alfa Romeo Tipo B/P3.

## Rennen
Als Austragungsort für seinen Grand Prix wählte der Automobile Club de France in diesem Jahr zum ersten Mal den schnellen Dreieckskurs von Reims-Gueux, der seit 1925 regelmäßig Schauplatz des Grand Prix de la Marne gewesen war. Im Vorfeld des Rennens kam es zu einem peinlichen Vorfall, als eine Nachvermessung kurz vor dem Start statt der jahrelang angegebenen 8 km eine Kurslänge von nur 7,8269 km ergab und die Umrechnungstabelle für die Ermittlung der Durchschnittsgeschwindigkeiten nicht mehr rechtzeitig angepasst werden konnte.
Weil Maserati trotz aussichtsreicher Position von Luigi Fagioli in der Europameisterschaftswertung überraschenderweise auf die Teilnahme verzichtete, wurde das Rennen zu einem Zweikampf zwischen Alfa Romeo und Bugatti. Alfa Romeo hatte mittlerweile ein drittes Exemplar des neuen Alfa-Romeo-Tipo-B-Monopostos für Rudolf Caracciola fertiggestellt, der zusammen mit Tazio Nuvolari und Mario Umberto Borzacchini die Farben des Hauses vertrat, während sich Giuseppe Campari mit der Rolle des Reservefahrers begnügen musste. Bei Bugatti überließ Louis Chiron dieses Mal die beiden 5-Liter-Rennwagen vom Typ 54 seinen beiden Teamkollegen Achille Varzi und Albert Divo und entschied sich selbst für das deutlich schwächere, aber wesentlich leichtere und besser liegende Vorjahresmodell Typ 51. Der Rest des Felds setzte sich aus Privatfahrern auf Bugattis beider Typen sowie älteren Alfa Romeo Typ „Monza“ zusammen.
Fünf Runden lang gab es zu Beginn des Rennens einen Kampf zwischen Caracciola und Varzi um die Spitze, danach fiel der Bugatti-Fahrer jedoch Position um Position zurück und schied schließlich mit einem Getriebedefekt aus. Damit konnten die drei Alfa-Romeo-Fahrer das Rennen weitgehend ungestört unter sich ausmachen. Nur während der Boxenstopps etwa zur Hälfte des Rennens fiel der zu dieser Zeit drittplatzierte Nuvolari noch einmal kurz hinter Chiron zurück, bis auch der Bugatti zum Nachtanken und Reifenwechsel anhalten musste. Nachdem jeder der drei Alfa Romeos zwischenzeitlich in Führung gelegen hatte, vereitelte Nuvolari am Ende die von Rennleiter Vittorio Jano geplante Inszenierung einer fotogenen Formation aller drei Wagen für die Zieldurchfahrt, weil er nicht bereit war, das Tempo so weit zu drosseln, dass seine beiden Teamgefährten zu ihm aufschließen konnten. Im Gegensatz dazu beugte sich Caracciola der Stallorder und ließ Borzacchini passieren.
Die Wertung des Rennens erfolgte dabei anhand der Distanzen, die die Teilnehmer nach exakt fünf Stunden erreicht hatten, die Positionen der Wagen in der letzten angebrochenen Runde wurden entsprechend anhand der jeweils vorangegangenen und nachfolgenden Zeitnahme bei den Zieldurchfahrten interpoliert. Die Rechentabellen basierten allerdings auf dem falschen Wert von 8 km für die Länge einer Runde, was die entsprechenden Diskrepanzen im Endklassement erklärt.

## Ergebnisse

### Meldeliste
| Team                       | Nr. | Fahrer                            | Info  | Chassis              | Motor                         | Reifen |
| -------------------------- | --- | --------------------------------- | ----- | -------------------- | ----------------------------- | ------ |
| Jean Gaupillat             | 02  | Jean Gaupillat                    |       | Bugatti T51          | Bugatti 2.3L I8 Kompressor    |        |
| Marcel Lehoux              | 04  | Philippe Étancelin                |       | Alfa Romeo Monza     | Alfa Romeo 2.3L I8 Kompressor | M      |
| Marcel Lehoux              | 36  | Marcel Lehoux                     |       | Bugatti T54          | Bugatti 5.0L I8 Kompressor    | M      |
| Max Fourny                 | 06  | Max Fourny                        |       | Bugatti T51          | Bugatti 2.3L I8 Kompressor    |        |
| Automobiles Ettore Bugatti | 08  | Achille Varzi                     |       | Bugatti T54          | Bugatti 5.0L I8 Kompressor    | M      |
| Automobiles Ettore Bugatti | 38  | Albert Divo                       |       | Bugatti T54          | Bugatti 5.0L I8 Kompressor    | M      |
| Automobiles Ettore Bugatti | 32  | Louis Chiron                      |       | Bugatti T51          | Bugatti 2.3L I8 Kompressor    | M      |
| Automobiles Ettore Bugatti |     | Guy Bouriat                       | RES   |                      |                               | M      |
| Raymond Sommer             | 10  | Raymond Sommer                    | DNA   | Alfa Romeo Monza     | Alfa Romeo 2.3L I8 Kompressor |        |
| S.A. Alfa Romeo            | 12  | Tazio Nuvolari                    |       | Alfa Romeo Tipo B/P3 | Alfa Romeo 2.6L I8 Kompressor | P      |
| S.A. Alfa Romeo            | 18  | Rudolf Caracciola                 |       | Alfa Romeo Tipo B/P3 | Alfa Romeo 2.6L I8 Kompressor | P      |
| S.A. Alfa Romeo            | 30  | Mario Umberto Borzacchini         |       | Alfa Romeo Tipo B/P3 | Alfa Romeo 2.6L I8 Kompressor | P      |
| S.A. Alfa Romeo            | 34  | Giuseppe Campari                  | RES a |                      |                               | P      |
| Benoît Falchetto           | 14  | Benoît Falchetto                  | DNA   | Bugatti T51          | Bugatti 2.3L I8 Kompressor    |        |
| Jean-Pierre Wimille        | 16  | Jean-Pierre Wimille               |       | Alfa Romeo Monza     | Alfa Romeo 2.3L I8 Kompressor |        |
| Kaye Don                   | 20  | Kaye Don                          | DNA   | Bugatti T54          | Bugatti 5.0L I8 Kompressor    | D      |
| Tim Birkin                 | 22  | Tim Birkin                        | DNA   | Bugatti T51          | Bugatti 2.3L I8 Kompressor    | D      |
| Goffredo Zehender          | 24  | Goffredo Zehender                 |       | Alfa Romeo Monza     | Alfa Romeo 2.3L I8 Kompressor |        |
| Jean Pesato                | 26  | Jean Pesato                       |       | Alfa Romeo Monza     | Alfa Romeo 2.3L I8 Kompressor |        |
| Earl Howe                  | 28  | Earl Howe Hugh Caulfield Hamilton |       | Bugatti T54          | Bugatti 5.0L I8 Kompressor    | D      |
| Émile Tetaldi              | 40  | Émile Tetaldi                     | DNA b | Bugatti T51          | Bugatti 2.3L I8 Kompressor    |        |
| William Grover-Williams    | 42  | William Grover-Williams           |       | Bugatti T51          | Bugatti 2.3L I8 Kompressor    |        |
| René Dreyfus               | 44  | René Dreyfus                      |       | Bugatti T51          | Bugatti 2.3L I8 Kompressor    |        |
| Pierre Félix               | 46  | Pierre Félix Robert Girod         |       | Alfa Romeo Monza     | Alfa Romeo 2.3L I8 Kompressor |        |

### Startaufstellung
Die Startpositionen wurden in der Reihenfolge der vorab zugeteilten Startnummern vergeben.
| Fourny   |             | Étancelin  |          | Gaupillat |
|          |             |            |          |           |
|          | Nuvolari    |            | Varzi    |           |
|          |             |            |          |           |
| Zehender |             | Caracciola |          | Wimille   |
|          |             |            |          |           |
|          | Borzacchini |            | Howe     |           |
|          |             |            |          |           |
| Divo     |             | Lehoux     |          | Chiron    |
|          |             |            |          |           |
|          | Dreyfus     |            | Williams |           |
|          |             |            |          |           |
|          |             |            |          | Félix     |

### Rennergebnis
| Pos. | Fahrer                            | Konstrukteur | Runden | Stopps | Zeit        | Start | Schnellste Runde | Ausfallgrund           | EM-Punkte |
| ---- | --------------------------------- | ------------ | ------ | ------ | ----------- | ----- | ---------------- | ---------------------- | --------- |
| 01   | Tazio Nuvolari                    | Alfa Romeo   | 92     | 1      | 5:06:44,900 | 5     | 3:00,000         |                        | 1         |
| 02   | Mario Umberto Borzacchini         | Alfa Romeo   | 92     | 1      |             | 10    |                  |                        | 2         |
| 03   | Rudolf Caracciola                 | Alfa Romeo   | 92     | 1      |             | 7     |                  |                        | 3         |
| 04   | Louis Chiron                      | Bugatti      | 91     | 1      | + 1 Runde   | 11    |                  |                        | 4         |
| 05   | René Dreyfus                      | Bugatti      | 90     | 1      | + 2 Runden  | 15    |                  |                        | 5         |
| 06   | William Grover-Williams           | Bugatti      | 90     | 1      | + 2 Runden  | 14    |                  |                        | 6         |
| 07   | Goffredo Zehender                 | Alfa Romeo   | 84     | 1      | + 8 Runden  | 8     |                  |                        | 6         |
| 08   | Pierre Félix Robert Girod         | Alfa Romeo   | 82     | 1      | + 10 Runden | 16    |                  |                        | 6 7       |
| 09   | Earl Howe Hugh Caulfield Hamilton | Bugatti      | 77     | 1      | + 15 Runden | 9     |                  |                        | 6 7       |
| —    | Philippe Étancelin                | Alfa Romeo   | 70     | 1      | DNF         | 2     |                  | Getriebeschaden        | 6         |
| —    | Max Fourny                        | Bugatti      | 62     |        | DNF         | 3     |                  | Ausfall                | 6         |
| —    | Jean-Pierre Wimille               | Alfa Romeo   | 54     |        | DNF         | 6     |                  | kein Benzin mehr       | 6         |
| —    | Albert Divo                       | Bugatti      | 52     |        | DNF         | 13    |                  | Leck im Treibstofftank | 6         |
| —    | Marcel Lehoux                     | Bugatti      | 37     |        | DNF         | 12    |                  | Getriebeschaden        | 6         |
| —    | Jean Gaupillat                    | Bugatti      | 20     |        | DNF         | 1     |                  | Ausfall                | 6         |
| —    | Achille Varzi                     | Bugatti      | 12     |        | DNF         | 4     |                  | Getriebeschaden        | 6         |